# Dorylus schoutedeni
Dorylus schoutedeni é uma espécie de formiga do gênero Dorylus.